# Трубченко, Павел Абрамович
Павел Абрамович Трубченко (1901 — 1963) — директор Никопольского южнотрубного завода (1950—1963), лауреат Сталинской премии (1951).
Родился в 1901 году в Екатеринославе в семье рабочих.
Работал слесарем-инструментальщиком на Днепропетровском трубопрокатном заводе им. Ленина. После того, как без отрыва от производства окончил Днепропетровский металлургический институт, занимал инженерные и руководящие должности вплоть до начальника цеха.
С 1937 г. заместитель главного инженера Никопольского южнотрубного завода. В августе 1941 г. был одним из руководителей эвакуации цехового оборудования на Урал, там работал на Новотрубном заводе.
Сразу после освобождения Никополя от немецкой оккупации вернулся в город и был назначен главным инженером Южнотрубного завода.
С начала 1950 по 1963 г. директор Никопольского ЮТЗ (сменил на этом посту Николая Тихонова, будущего председателя Совета Министров СССР). При нём были построены заводские цеха: трубоэлектросварочный (1955), новый труболитейный (1955), геологоразведочных труб № 6 (1956), первый в СССР трубо-прессовый цех № 3 (1958), трубоволочильный цех № 2 (1959), трубопрессовый цех № 4 (1961). В Никополе построен Дворец культуры (1956).
В 1958 г. выпуск труб увеличился по сравнению с 1940 г. в 8 раз.
Во время Семилетки (1959 — 65) объём производства труб вырос на 44 %.
Сталинская премия 1951 года — за разработку и освоение производства бесшовных труб большого диаметра. Награждён орденом Ленина (1949) — за монтаж прокатного стана «Великий штифель» по производству труб большого диаметра для бакинских нефтяников.
Умер в 1963 году. Его именем названа улица в Никополе.